# Tour della nazionale maschile di rugby a 15 della Scozia 1982
Nel 1982 la nazionale scozzese di "rugby a 15" si reca in tour in Australia. Conquista una storica vittoria nel primo match contro i Wallabies (12-7) ma crolla nel secondo test (9-33).

## Risultati
| giugno 1982 | Queensland Country | 16 – 44 | Scozia XV |  |

| Brisbane giugno 1982 | Queensland | 18 – 7 | Scozia XV | Ballymore Oval |

| Sydney giugno 1982 | Sydney | 22 – 13 | Scozia XV |  |

| Melbourne giugno 1982 | Victoria | 3 – 38 | Scozia XV |  |

| Sydney giugno 1982 | New South Wales | 7 – 31 | Scozia XV |  |

| Singleton giugno 1982 | NSW Country | 3 – 44 | Scozia XV |  |

| Brisbane 4 luglio 1982                                                                | Australia | 7 – 12                    | Scozia | Ballymore Oval |
| \| \| \| \| \| mete: trasf.: c.p.: Drop: \| Marcatori \| mete: trasf.: c.p.: Drop: \| |           |                           |        |                |
|                                                                                       |           |                           |        |                |
| mete: trasf.: c.p.: Drop:                                                             | Marcatori | mete: trasf.: c.p.: Drop: |        |                |

| Canberra 7 luglio 1982 | ACT | 4 – 22 | Scozia XV |  |

| Sydney 10 luglio 1982                                                                 | Australia | 33 – 9                    | Scozia | Sydney Cricket ground |
| \| \| \| \| \| mete: trasf.: c.p.: Drop: \| Marcatori \| mete: trasf.: c.p.: Drop: \| |           |                           |        |                       |
|                                                                                       |           |                           |        |                       |
| mete: trasf.: c.p.: Drop:                                                             | Marcatori | mete: trasf.: c.p.: Drop: |        |                       |